# Золотокіс білоголовий
Золотокіс білоголовий (Cossypha albicapillus) — вид горобцеподібних птахів родини мухоловкових (Muscicapidae). Мешкає в Африці на південь від Сахари.

## Підвиди
Виділяють три підвиди:

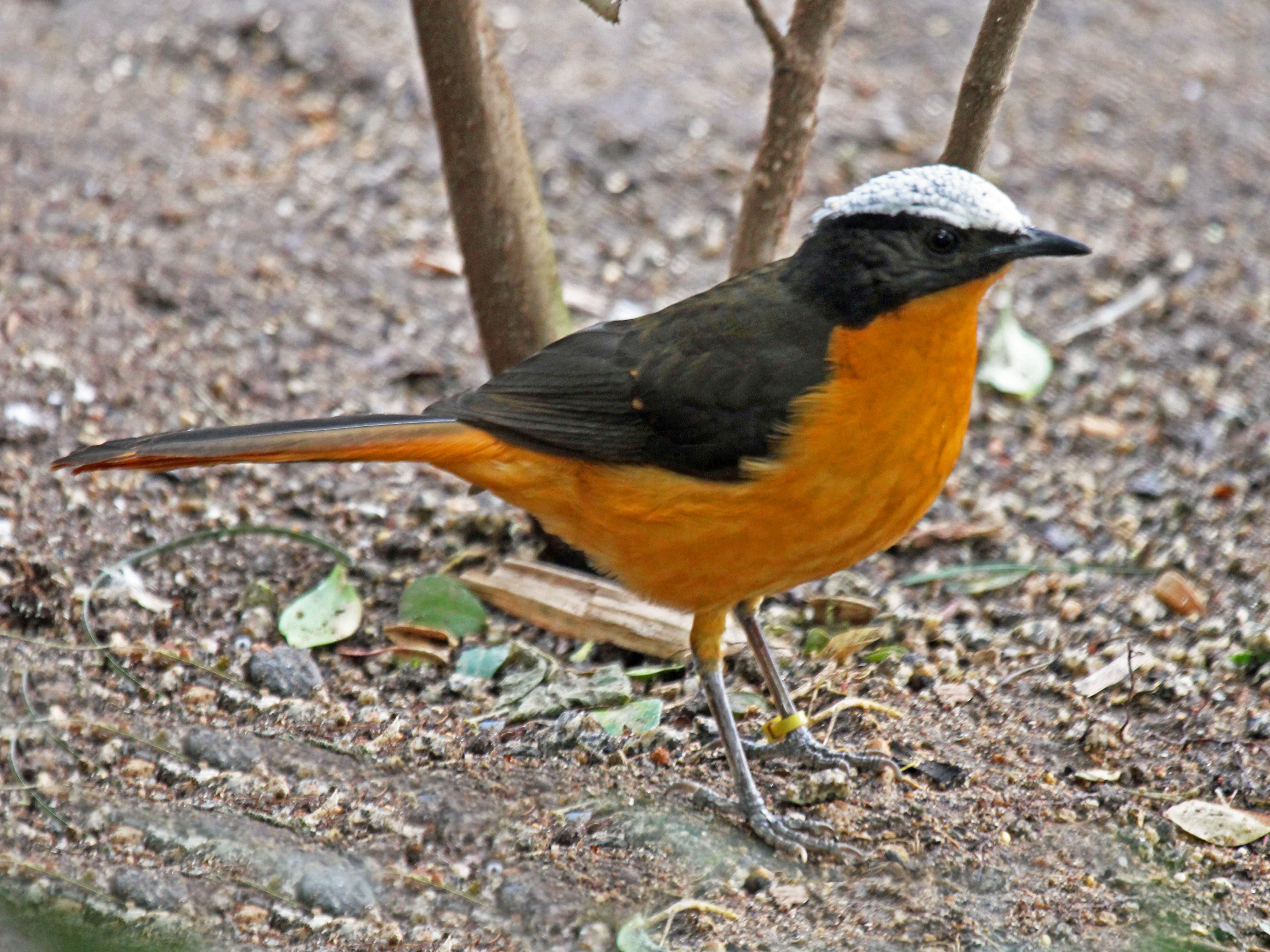
Білоголовий золотокіс в зоопарку Сан-Дієго

- C. a. albicapillus (Vieillot, 1818) — поширений від Сенегалу і Гамбії до північного сходу Гвінеї;
- C. a. giffardi Hartert, E, 1899 — поширений від південного Малі і північного Кот д'Івуару до північного Камеруну і південного Чаду;
- C. a. omoensis Sharpe, 1900 — поширений на сході Південного Судану та на південному заході Ефіопії.

## Поширення і екологія
Білоголові золотокоси поширені в Сенегалі, Гамбії, Гвінеї, Гвінеї-Бісау, Сьєрра-Леоне, Малі, Кот д'Івуарі, Буркіна-Фасо, Гані, Того, Беніні, Нігері, Нігерії, Камеруні, Чаді та Центрально-Африканській Республіці. Окрема популяція мешкає на кордоні Південного Судану і Ефіопії. Білоголові золотокоси живуть в сухій савані, чагарникових заростях, в садах та на плантаціях.